# Solonópole
Solonópole är en kommun i Brasilien.   Den ligger i delstaten Ceará, i den östra delen av landet, 1 500 km nordost om huvudstaden Brasília. Antalet invånare är 17 657.
Omgivningarna runt Solonópole är huvudsakligen savann. Runt Solonópole är det glesbefolkat, med 10 invånare per kvadratkilometer.